# Molino Ojo de San Jorge
Molino Ojo de San Jorge es un núcleo de población del municipio de Albacete (España) situado al suroeste de la capital.
Según el Instituto Nacional de Estadística, tiene una población de 5 habitantes (2016).